# Stamenes
Stamenes (auch als Ditamenes bezeugt, beide Namen sind eventuell nicht exakt überliefert) war Satrap von Babylonien unter Alexander dem Großen. Er folgte in diesem Amt auf Mazaios, der im Jahr 328 v. Chr. verstorben war. Dem Namen nach war Stamenes wahrscheinlich kein Grieche. Die Länge seiner Amtszeit ist unbekannt. Nach dem Tod Alexanders folgte Archon im Amt.

## Antike Quellen
- Arrian, 4, 18
- Quintus Curtius Rufus, 8, 3, 17